# Divizijun
Divizijun ili divizion (francuski: division) arhaični je naziv za artiljerijsku ili konjaničku postrojbu koja veličinom odgovara bojni, a koja se sastoji od nekoliko bitnica odnosno eskadrona. Različita je od divizije koja je formacijski veča postrojba koja se sastoji od više pukovnija odnosno brigada.
Više divizijuna obično čini artiljerijsku ili konjaničku pukovniju, odnosno brigadu.
Primjeri divizijuna u hrvatskoj vojnoj povijesti:
- Divizijun dalmatinskih konjaničkih zemaljskih strijelaca

- Divizijun pomorskih i kopnenih diverzanata "Murine"